# 오텍
오텍(AUTECH)은 각종 특장 차량을 전문적으로 제작 및 판매하는 대한민국의 코스닥 상장 기업이다.

## 연혁
- 1991년 셀보 설립
- 2000년 특장차 전문업체 (주)오텍 창립
- 2025년 184억 원 규모의 유상증자를 실시하였다.[2]

## 조직

### 본사
- 서울본사
- 예산공장
- 경주공장

### 자회사
- 캐리어냉장
- 캐리어에어컨
- 한국터치스크린
- 오텍오티스파킹시스템